# Platypalpus submicans
Platypalpus submicans is een vliegensoort uit de familie van de Hybotidae. De wetenschappelijke naam van de soort is voor het eerst geldig gepubliceerd in 1958 door Richard Karl Hjalmar Frey.